# KPRM
Koordinaten: 46° 55′ 42″ N, 95° 0′ 22″ W
KPRM oder KPRM-AM (Branding: „Clear Channel 870“; Slogan: „Broadcasting from the nation's Vacationland“) ist ein US-amerikanischer Countrymusik-Hörfunksender aus Park Rapids im US-Bundesstaat Minnesota. KPRM-AM sendet auf der Mittelwellen-Frequenz 870 kHz. Eigentümer und Betreiber ist die De la Hunt Broadcasting Corp.